# Nigel
Nigel este un oraș în partea de NE a Africii de Sud, în Provincia Gauteng. Exploatări aurifere.